# Olivier Fortin

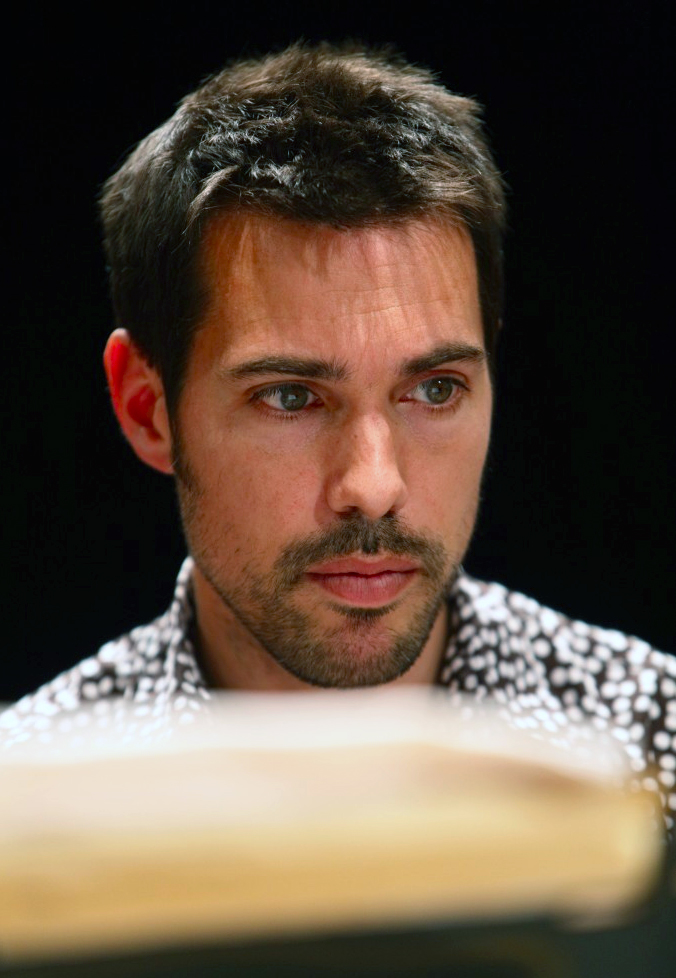
Fortin in 2012

Olivier Fortin (ca. 1973) is een Canadees organist en klavecimbelspeler.

## Levensloop
Fortin behaalde in 1995 zijn diploma's aan het Muziekconservatorium van Quebec (Conservatoire de musique de Québec) in de klas van Anatole Gagnon. Hij studeerde ook onder de leiding van Dom André Laberge en behaalde een Master in interpretatie aan de Universiteit van Montreal onder de leiding van Réjean Poirier. Hij ging verder studeren in Parijs bij Pierre Hantaï en aan het Sweelinck Conservatorium van Amsterdam bij Bob van Asperen. 
Hij werd in 1997 laureaat in het Bachconcours Montreal en samen met Karoline Leblanc behaalde hij de Tweede prijs in het orgelconcours voor duos, in het kader van het Festival Musica Antiqua in Brugge. 
Hij heeft veel geconcerteerd, als solist of als begeleider tijdens talrijke tournees in Europa, de Verenigde Staten en Canada, met ensembles zoals Masques, Capriccio Stravagante, Tafelmusik, Opera Quarta, Chanticleer, Studio de Musique Ancienne de Montréal en Les Voix Humaines. Hij trad ook vaak op met de klavecimbelspelers Skip Sempé en Pierre Hantaï tijdens programma's met werk voor twee of drie klavecimbels. Hij is ook de stichter en directeur van het ensemble Masques. 
Fortin trad op tijdens festivals in Berkeley, La Roque d’Antheron, Utrecht, Lausanne, Aldeburgh, Regensburg, Zermatt, Montreal Baroque. Hij trad verder op bij Frick Collection New York, Cité de la Musique Parijs, Centre de Musique Baroque Versailles, Muziekcentrum De Bijloke Gent, BOZAR in Brussel, la Folle Journée de Nantes, Bilbao en Lissabon. 
Hij doceerde klavecimbel en kamermuziek aan het Conservatorium van Quebec (2004-2008) en aan het Tafelmusik Summer Institute in Toronto.

## Discografie
Fortin heeft, als solist of met ensembles, een twintigtal platenopnamen gemaakt bij merken zoals Analekta, Atma, Paradizo, Alpha en Teldec.
- Bibliothèque nationale de France: cb14178262c (data)
- Gemeinsame Normdatei: 1023028034
- International Standard Name Identifier: 0000 0001 1600 9470
- Library of Congress Control Number: no2008005858
- MusicBrainz: 5d79f4ac-ff93-4e5b-a714-d5e1400ec8c4
- Nationale Bibliotheek van Israël: 987007352844905171
- Système universitaire de documentation: 098171755
- Virtual International Authority File: 17432626
- WorldCat: E39PBJdWWhm9mWm6M9mPTgWv73